# Stiemerbeekvallei
De Stiemerbeekvallei is een natuurgebied in de Belgische stad Genk, deels gelegen binnen de bebouwing van Genk en Waterschei. Het gebied wordt beheerd door Natuurpunt. Het sportcomplex SportinGenk ligt in de buurt.
Het gebied bevat moerassige ruigten, met een aantal kruiden. Prominent aanwezig zijn de wederik, kattenstaart en kale jonker. Zweefvliegen en boktorren zijn te zien wanneer zij nectar zoeken op de schermen van de berenklauw en de engelwortel. Verder zijn er soorten vlinders, libellen, lieveheersbeestjes en amfibieën te vinden.
De Stiemerbeek stroomt langs de rand van het Kempens Plateau en is daar tamelijk diep ingesneden. In de glooiende oevers zijn bronnetjes te vinden. Hoewel de beek is rechtgetrokken vertegenwoordigen de percelen langs de beek hoge natuurwaarden.
De Stiemerbeekvallei vormt een verbindinde schakel tussen de Bosbeek en het natuurgebied De Maten.

## Galerij

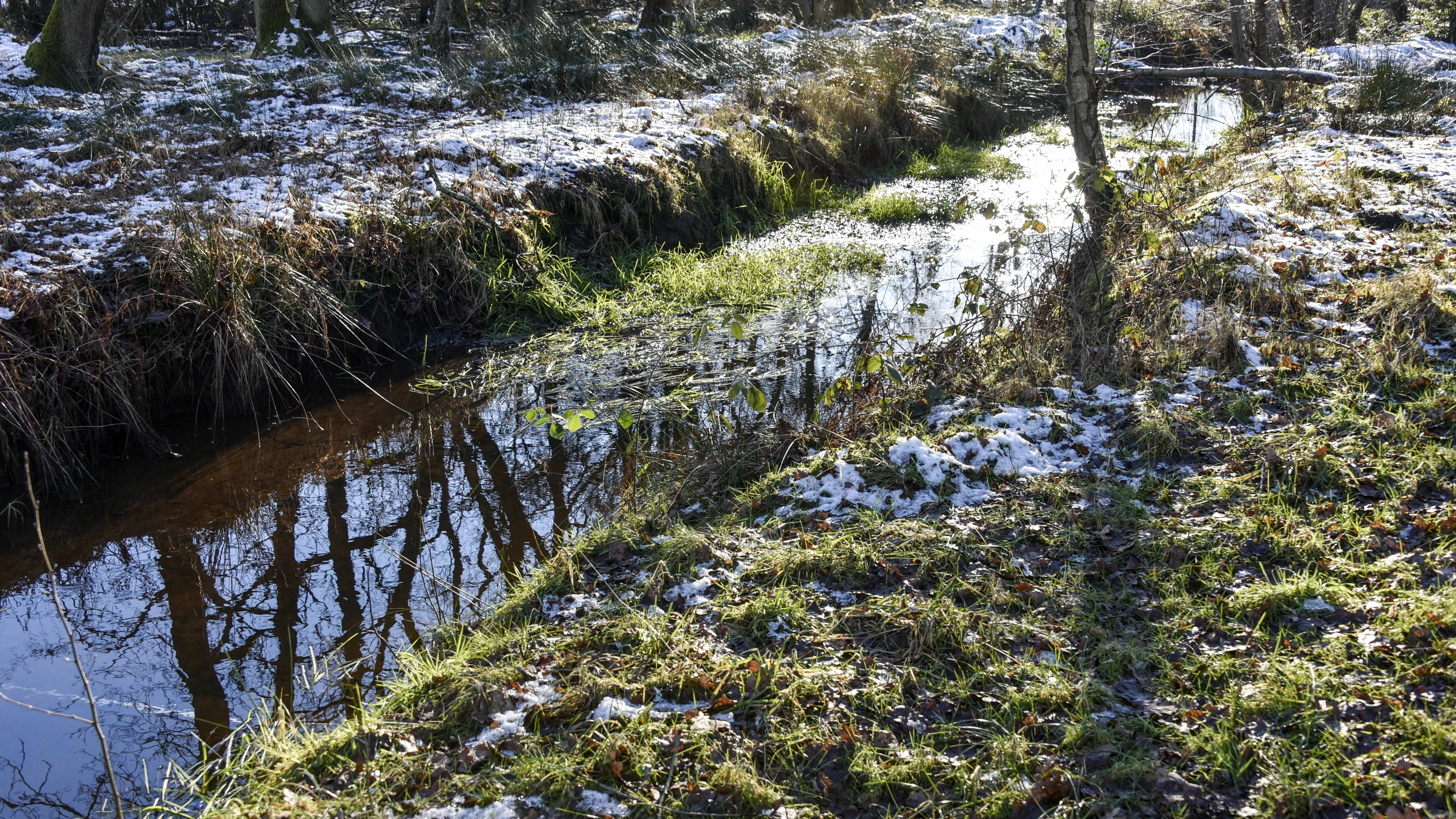
De Stiemerbeek, dichtbij haar bron
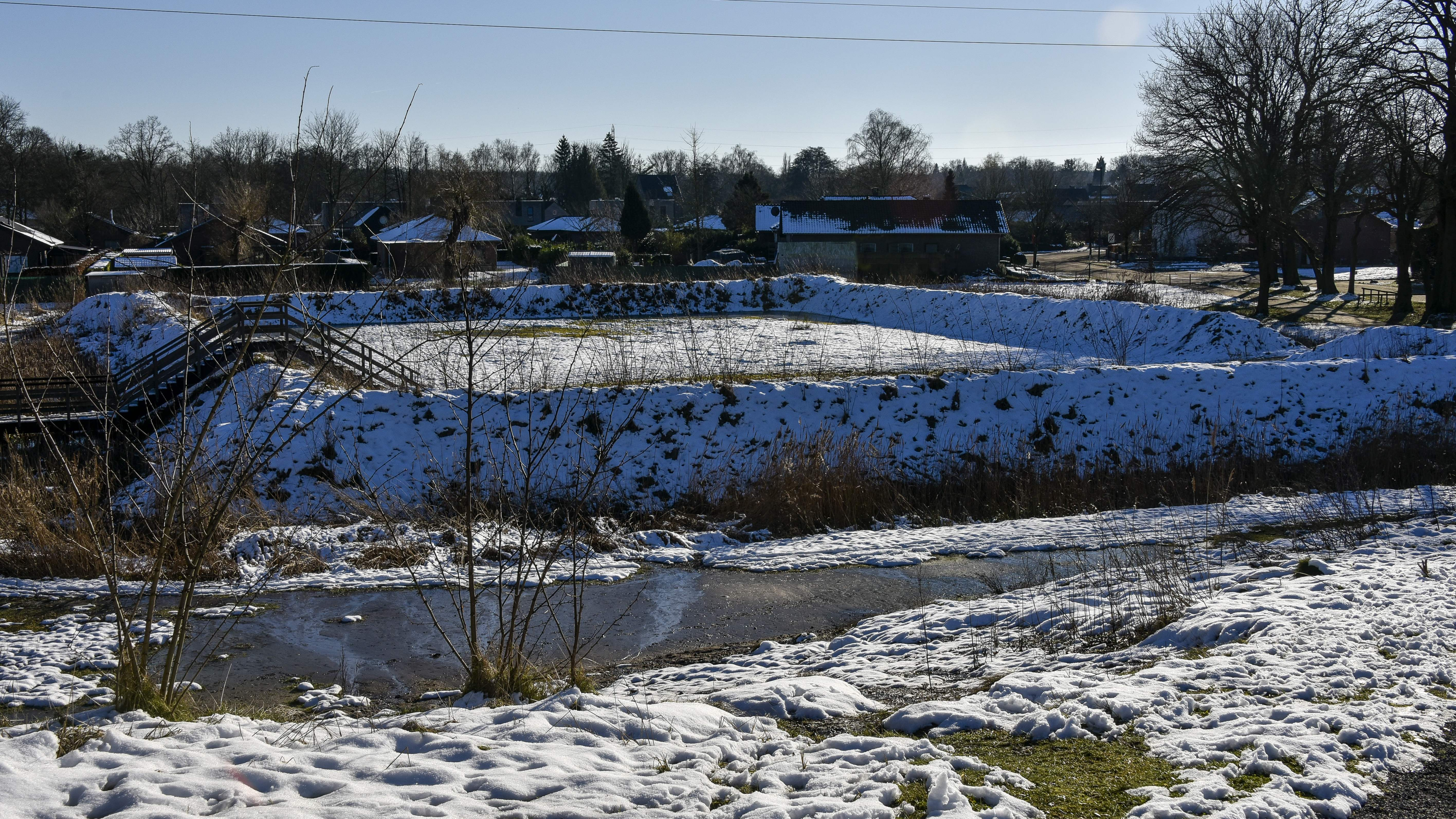
De 16e-eeuwse schans
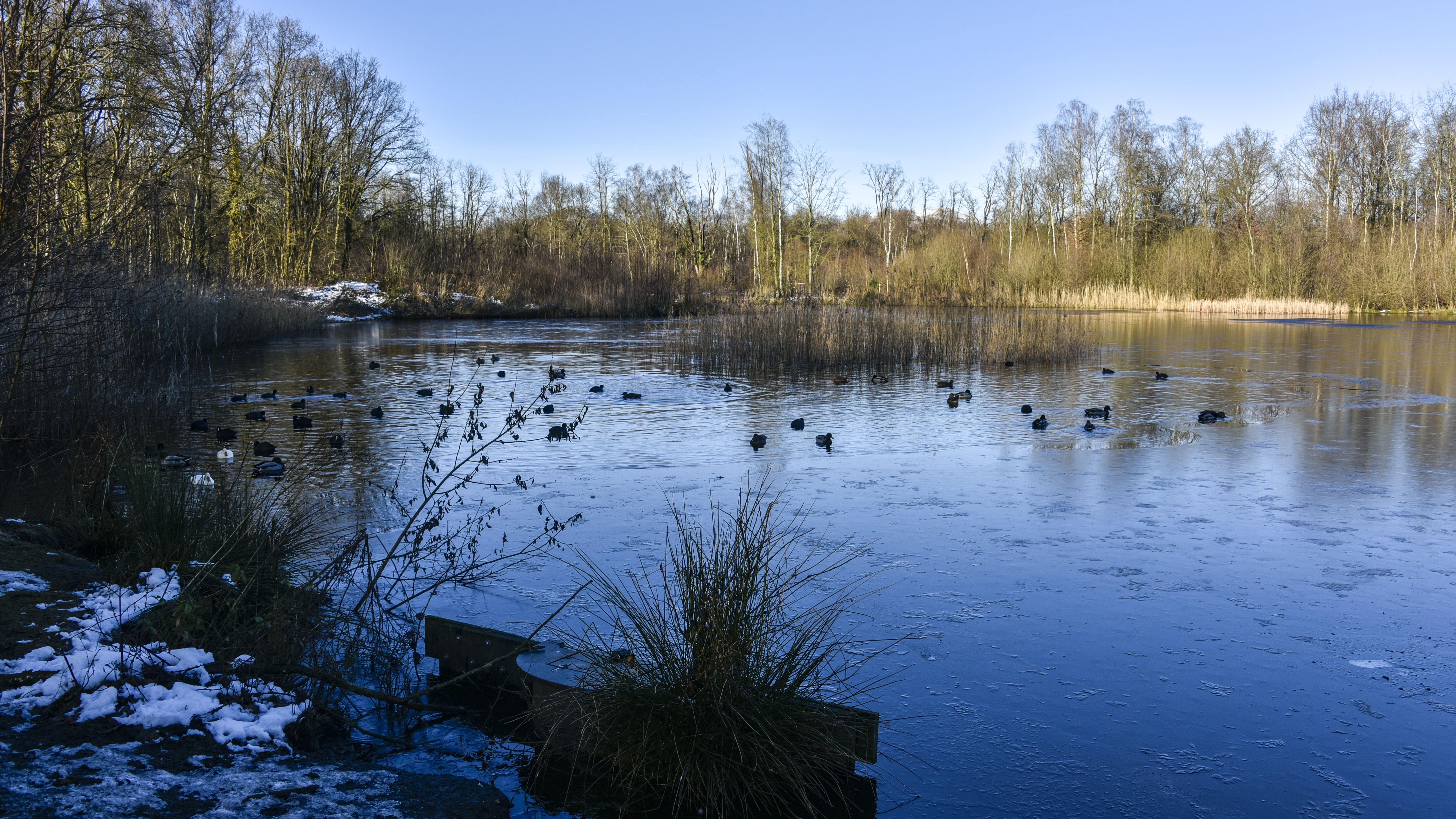
De Hornszee
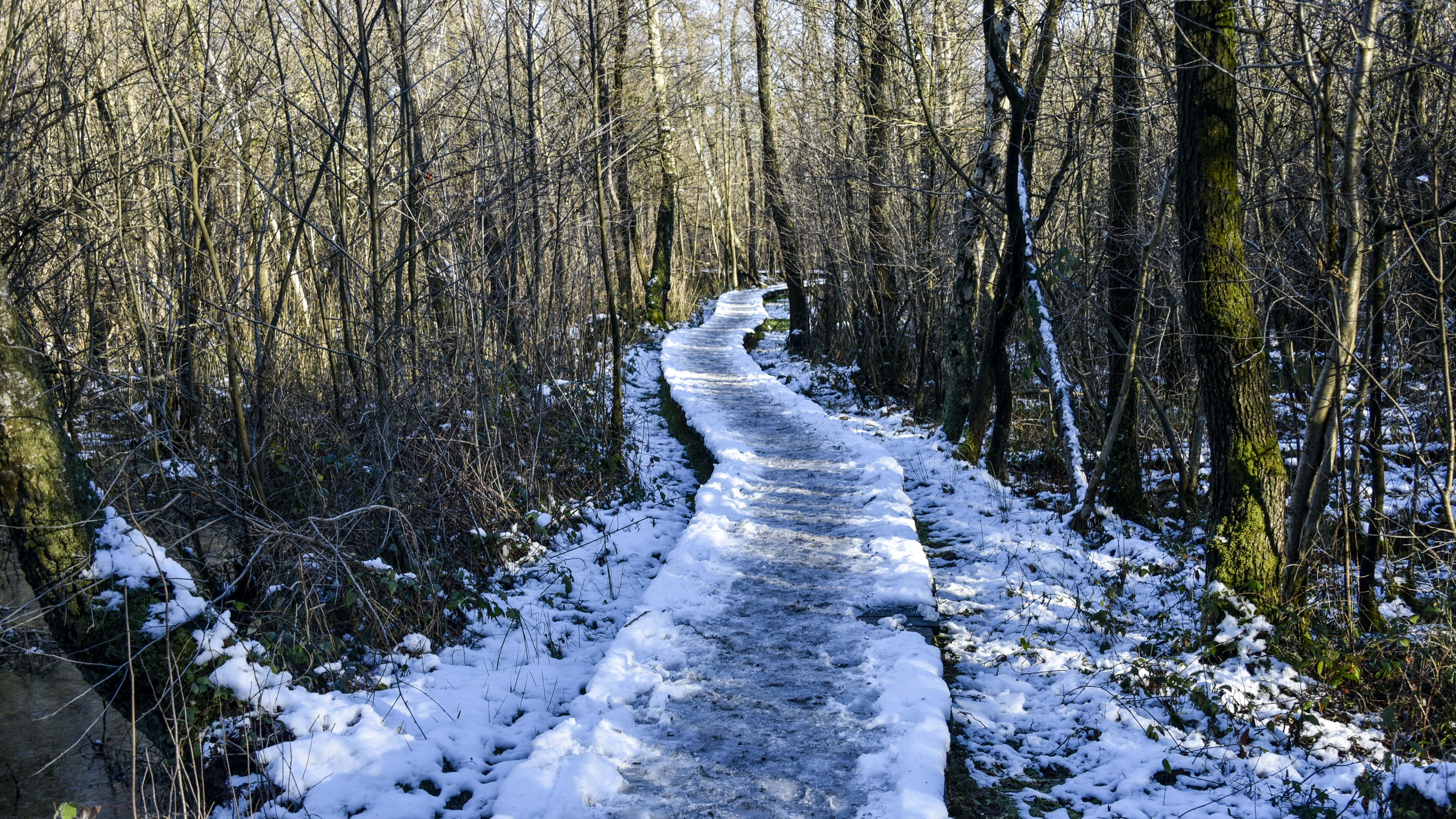
Een wandelpad